# Operação Mafuta Mingi
Operação Mafuta Mingi (em inglês:  Operation Mafuta Mingi, suaíli para: "muito óleo de cozinha"; alternativamente escrito "Mafutamingi") foi uma tentativa de golpe de Estado em 18 de junho de 1977 que visava assassinar o presidente de Uganda Idi Amin e derrubar seu governo. A operação foi organizada pelo "Movimento de Libertação de Uganda", um grupo formado por soldados e pilotos dissidentes do Exército de Uganda, apoiados por empresários em Campala e Entebbe.
Os golpistas conseguiram reunir uma força substancial e planejaram eliminar Amin bombardeando primeiro sua posição usando aeronaves de combate, seguido por um ataque terrestre. No dia do golpe, porém, o presidente foi avisado e conseguiu impedir o ataque aéreo. Amin, em seguida, escapou de Entebbe para Campala, pegando os golpistas desprevenidos e rompendo um grupo de dissidentes que tentaram parar seu comboio. Depois, a operação desmoronou, pois os golpistas foram presos ou fugiram para o Quênia. Amin permaneceria no poder até 1979, quando foi deposto como resultado da Guerra Uganda-Tanzânia.

### Obras citadas
- Avirgan, Tony; Honey, Martha (1983). War in Uganda: The Legacy of Idi Amin. Dar es Salaam: Tanzania Publishing House. ISBN 978-9976-1-0056-3
- Cooper, Tom; Fontanellaz, Adrien (2015). Wars and Insurgencies of Uganda 1971–1994. Solihull: Helion & Company Limited. ISBN 978-1-910294-55-0
- Ellett, Rachel (2013). Pathways to Judicial Power in Transitional States: Perspectives from African Courts. Abingdon-on-Thames: Routledge. ISBN 9781135965983
- Kasozi, A.B.K. (1994).  Nakanyike Musisi; James Mukooza Sejjengo, eds. Social Origins of Violence in Uganda, 1964–1985. Montreal; Quebec: McGill-Queen's University Press. ISBN 978-0-7735-1218-4. JSTOR j.ctt80drh
- Rwehururu, Bernard (2002). Cross to the Gun. Kampala: Monitor. OCLC 50243051
- Seftel, Adam, ed. (2010) [1st pub. 1994]. Uganda: The Bloodstained Pearl of Africa and Its Struggle for Peace. From the Pages of Drum. Kampala: Fountain Publishers. ISBN 978-9970-02-036-2
- Museveni, Yoweri (2020). Sowing the Mustard Seed revised ed. [S.l.]: Moran Publishers. ISBN 9789966630131
- Voice of Uganda (19 de setembro de 1977). «President Amin promotes Air Force officers, 31 August 1977». Translations on Sub-Saharan Africa, No. 1803. Kampala: United States Joint Publications Research Service. p. 61
- Legum, Colin, ed. (1979). Africa Contemporary Record: Annual Survey and Documents. X. New York City: Africana Publishing Company